# ヴァレー・アーツ
ヴァレー・アーツ(Valley Arts)は、ギブソン傘下のカスタムエレクトリックギターのブランド名である。ドン・グロッシュ(現Grosh Guitars)などを輩出した。

## 概要

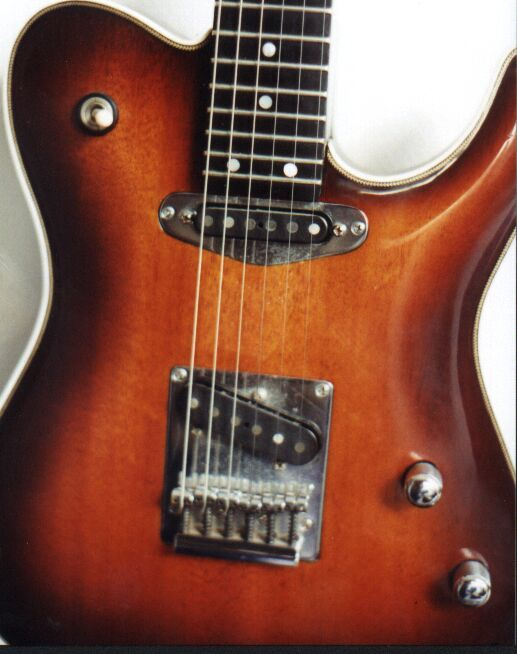
ヴァレイアーツ製エレキギターのボディ

1970年代半ば、カリフォルニア州のノース・ハリウッド市でリペアショップも併設された楽器店が設立される。創設者はマイク・マグワイア(Mike McGuire)とアル・カーネス(Al Carness)。1980年代からワーモスなどからフェンダーライセンスドのボディやネックを仕入れ、配線や塗装を行う組み立てサービスを開始し、スティーヴ・ルカサーやラリー・カールトン、リー・リトナー、トミー・テデスコ、ロベン・フォードら著名なミュージシャンからも人気を博す。また日本でもライセンス生産され、高価な製品であったにもかかわらず渡辺香津美が使用するなどそれなりの売り上げを見た。
しかし、1990年のクリスマスに会社の収益の柱であった小売店が放火されて焼失したことにより、会社の経営には大打撃となった。
1992年、二人の創業者は株式の50％を韓国最大の楽器メーカー、サミック社に売却。以降、二人はコンサルタントとしてヴァレー・アーツ社に関わることになるが、年の半分を韓国で過ごすことは彼らには耐え難かったようで、二人は会社に対しての情熱を完全に失ってしまう。結局二人は1993年には会社を離れ、マグワイアはナッシュビルのギブソン・カスタムショップに転職、カーネスもギブソン社のセールスマンに転身してしまう。
2002年12月、ギブソン社はサミック社からヴァレー・アーツ・ブランドを買収。マイク・マグワイアを中心としたとなりナッシュビルに新しく小さな製造工房を併設した楽器店ヴァレー・アーツ・ナシュビル・ストアを開いた。しかし2005年に売上が思いのほか伸びず、ナシュビル・ストアは閉鎖。完全受注生産のみとなる。2012年、マイク・マグワイアは引退を表明。
しかし2016年に再びギター、ベースの生産が打ち切られ、公式サイトも閉鎖され事業を停止した。以降の動向は不明となっている。